# Romain (Meurthe-et-Moselle)
Romain ist eine französische Gemeinde im Département Meurthe-et-Moselle in der Verwaltungsregion Grand Est. Sie gehört zum Kanton Lunéville-2 und zum Arrondissement Lunéville. Nachbargemeinden sind Barbonville im Norden, Charmois im Nordosten, Méhoncourt im Südosten, Domptail-en-l’Air im Südwesten Haussonville sowie im Nordwesten.

## Bevölkerungsentwicklung
| Jahr      | 1962 | 1968 | 1975 | 1982 | 1990 | 1999 | 2008 | 2019 |
| --------- | ---- | ---- | ---- | ---- | ---- | ---- | ---- | ---- |
| Einwohner | 30   | 28   | 26   | 43   | 51   | 51   | 49   | 70   |